# لوئیک آمیس
لوئیک آمیس (فرانسوی: Loïc Amisse‎؛ زادهٔ ۹ اوت ۱۹۵۴) بازیکن سابق فوتبال اهل فرانسه است.
از باشگاه‌هایی که در آن بازی کرده‌است می‌توان به باشگاه فوتبال نانت و باشگاه فوتبال آنژه اشاره کرد.
وی همچنین در تیم ملی فوتبال فرانسه بازی کرده‌است.